# جورج برترام (بازیکن فوتبال، زاده ۱۸۹۶)
جورج برترام (انگلیسی: George Bertram؛ ۱۵ ژانویه ۱۸۹۶ – april 1963 (aged 67)) بازیکن فوتبال اهل بریتانیا بود.
از باشگاه‌هایی که در آن بازی کرده‌است می‌توان به باشگاه فوتبال فولام، باشگاه فوتبال سیتینگبورو، باشگاه فوتبال برنتفورد، باشگاه فوتبال میدلزبرو، و باشگاه فوتبال ورکسام اشاره کرد.